# Mura di Arcidosso
Le mura di Arcidosso costituiscono il sistema difensivo del centro storico di Arcidosso, nella provincia di Grosseto, in Toscana.

## Storia
In epoca medievale venne realizzata una doppia cinta muraria a protezione e difesa della città vecchia di Arcidosso e della rocca aldobrandesca, sede del potere esercitato dalla nobile famiglia dal XIII secolo al 1331.
I lavori di costruzione delle mura si protrassero a più riprese, per terminare nel corso del XIII secolo.
Nel corso dei secoli successivi furono effettuati numerosi lavori di ristrutturazione e di modifica all'originaria doppia cerchia muraria, determinando un graduale e progressivo cambiamento del sistema difensivo della città che, tuttavia, in alcuni tratti ha conservato gli originari elementi stilistici del periodo medievale.

## Descrizione

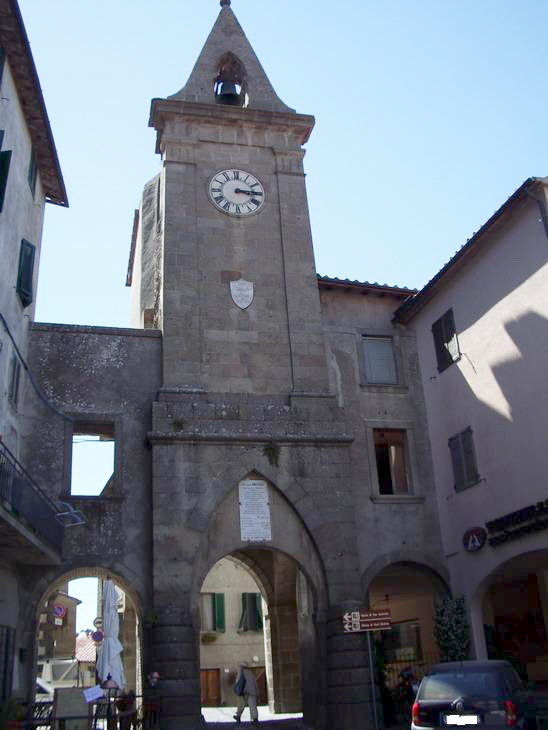
La porta e la torre dell'Orologio

Le mura di Arcidosso si presentano in larga parte addossate o incorporate ad edifici del centro storico cittadino. Sono ancora visibili alcuni tratti dell'originaria cortina muraria in pietra, che delimitava interamente la città vecchia e tre porte di accesso, di cui due dall'aspetto monumentale.
La porta di Castello, con arco a tutto sesto, stemma mediceo e merlatura sommitale, porta nella prima cinta muraria dove si accede dalla città vecchia alla città nuova e che immette quindi nell'area della rocca aldobrandesca che costituisce il Terziere di Castello. Nella nicchia della porta è stata inserita una pregevole madonnina policroma in ceramica dei fratelli Ronzan degli anni 1930.
La porta dell'Orologio, con una lapide commemorativa del plebiscito per l'annessione al Regno di Sardegna del 1860 poi Regno d'Italia l'anno successivo, presenta tre aperture a tutto sesto, di cui la centrale, doppia e più ampia, sovrastata da un secondo arco a sesto acuto, sopra il quale si eleva la torre dell'Orologio. La porta venne costruita nel 1851 sulla preesistente porta di Mezzo, da essa si accede dalla città vecchia alla città nuova: la parte dove si trova la porta dell'Orologio si chiama "terziere di Codaccio".
La porta Talassese, con arco a tutto sesto, si apre lungo un tratto della seconda cinta muraria, e si presenta dalle linee sobrie, sormontata dallo stemma bianco e nero a testimonianza del passaggio di Arcidosso nella Repubblica di Siena avvenuto nel 1331 dopo un assedio durato sei mesi. L'area della porta Talassese costituisce il "terziere di Sant'Andrea".